# The Children's Encyclopædia
The Children's Encyclopædia è un'enciclopedia per ragazzi scritta da Arthur Mee e pubblicata da Educational Book Company dal 1908 al 1964. Nel 1910 venne pubblicata negli Stati Uniti d'America da Grolier col titolo The Book of Knowledge.

## Struttura
L'enciclopedia fu originariamente pubblicata in 50 fascicoli quattordicinali (uscivano ogni due martedì) tra il 17 marzo 1908 e il 1º febbraio 1910; fu poi pubblicata in 8 volumi rilegati nel 1910. Ogni sezione è composta da una varietà di articoli su vasti argomenti, come geologia, biologia e astronomia, mentre l'ultimo volume aveva un indice alfabetico.
- Greeting e farewell (Introduzione), edito da Arthur Mee
- Familiar Things, edito da autori vari
- Wonder, edito da Wise Man
- Nature, edito da Ernest Bryant e Edward Step
- The Child's Own Life, edito da Caleb Saleeby
- The Earth, edito da Caleb Saleeby
- All Countries, edito da Frances Epps
- Great Lives, edito da autori vari
- Golden Deeds, edito da autori vari
- Bible Stories, edito da Harold Begbie
- Famous Books, edito da John Hammerton
- Stories, edito da Edward Wright
- Poetry, edito da John Hammerton
- School Lessons, edito da autori vari, fra i quali Lois Mee
- Things To Make and Things To Do, edito da autori vari

Inoltre l'opera è arricchita da illustrazioni di artisti come Susan Beatrice Pearse, C. E. Brock, Thomas Maybank, George F. Morrell, Dudley Heath, Charles Folkard, H. R. Millar, Alexander Francis Lydon, Arthur A. Dixon e Arthur Rackham; insieme a fotografie di Frank Hinkins, incisioni, mappe e grafici.

## Controversie
Nel maggio 1973 scoppiò una serie di rivolte a  Jammu e Kashmir, in India, in seguito alla scoperta di un'illustrazione contenuta nell'enciclopedia, raffigurante l'arcangelo Gabriele che detta parti del Corano a Maometto, che era stata conservata in una biblioteca locale per decenni, causando disordini, quattro morti e oltre un centinaio di feriti; inoltre, a causa di ciò, ne venne bandita la vendita, anche se all'epoca era già esaurita.